# Cypridinodes reticulata
Cypridinodes reticulata är en kräftdjursart som beskrevs av Poulsen 1962. Cypridinodes reticulata ingår i släktet Cypridinodes och familjen Cypridinidae. Inga underarter finns listade i Catalogue of Life.